# Amstel Gold Race 1974
De Amstel Gold Race 1974 was 238 km lang en ging van Heerlen naar Meerssen (Tussen de Bruggen). Op het parcours waren er 20 hellingen. Aan de start stonden 137 renners. Waaronder renners als Raymond Poulidor, Joop Zoetemelk, Walter Godefroot, Walter Planckaert en Herman Vanspringel.

## Verloop

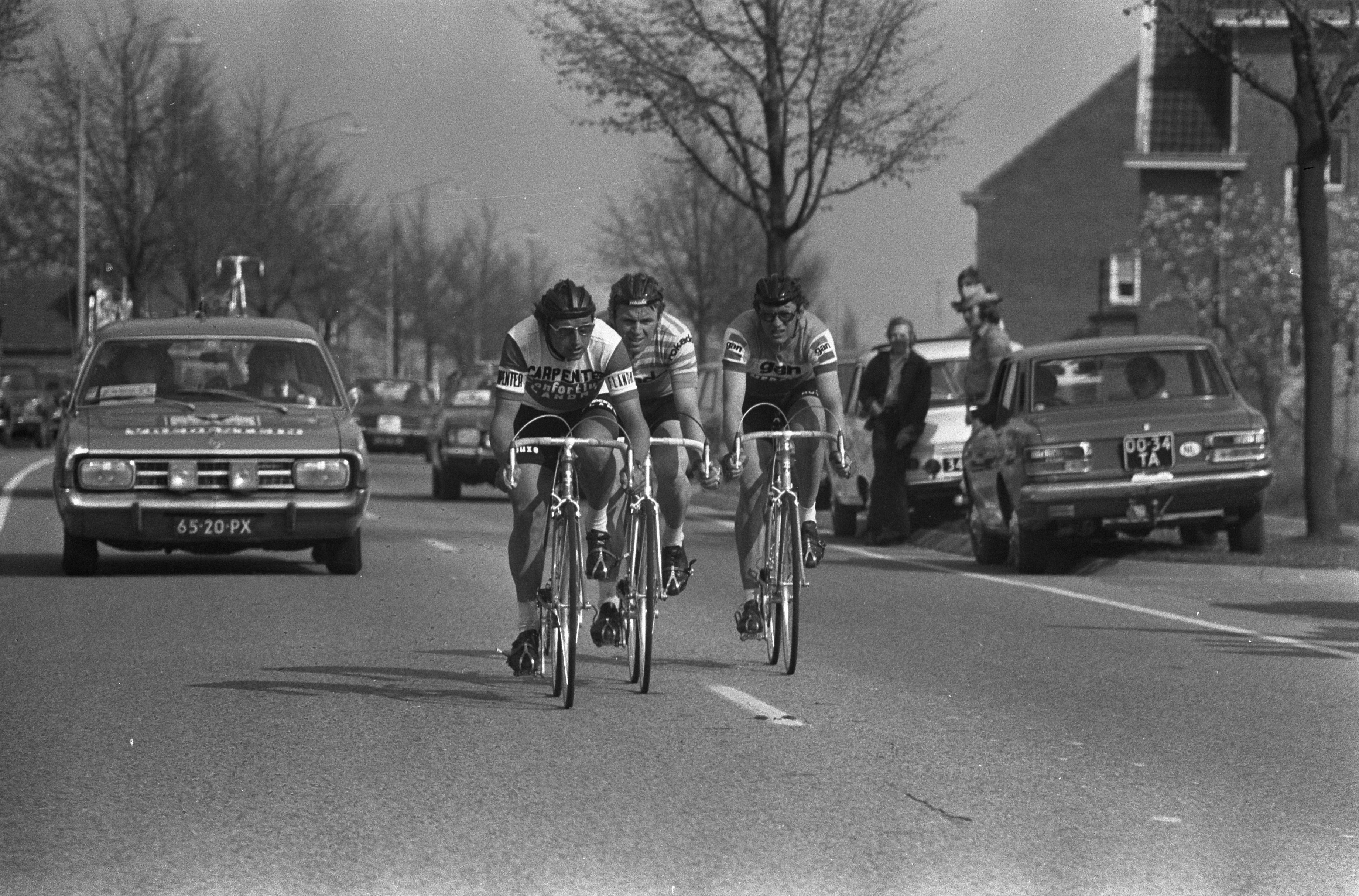
kopgroep van de Amstel Gold Race 1974

Tijdens de 2e beklimming van de Koning van Spanje fietsten Gerrie Knetemann, de Belg Wilfried David en Hennie Kuiper weg uit het peloton. Op de 2e beklimming van de Keutenberg ontsnapte Gerrie Knetemann uit deze kopgroep en hij fietste solo naar de finish.

## Hellingen
De 20 hellingen gerangschikt op voorkomen op het parcours.

| 1. Hussenberg 2. Raarberg 3. Cauberg 4. Sibbergrubbe 5. Keutenberg 6. Fromberg 7. Mingersberg 8. Gulperberg 9. Koning van Spanje 10. Heyenrath | 11. Kruisberg 12. Mingersberg (2e maal) 13. Gulperberg (2e maal) 14. Koning van Spanje (2e maal) 15. Heyenrath (2e maal) 16. Sibbergrubbe (2e maal) 17. Keutenberg (2e maal) 18. Fromberg (2e maal) 19. Sibbergrubbe (3e maal) 20. Cauberg (2e maal) |

## Uitslag
| rang | renner                 | land      | tijd       |
| ---- | ---------------------- | --------- | ---------- |
| 1    | Gerrie Knetemann       | Nederland | 6u 06' 30" |
| 2    | Walter Planckaert      | België    | op 3' 21"  |
| 3    | Walter Godefroot       | België    | z.t.       |
| 4    | Freddy Maertens        | België    | z.t.       |
| 5    | Gustaaf Van Roosbroeck | België    | z.t.       |
| 6    | Gerard Vianen          | Nederland | z.t.       |
| 7    | Jan Krekels            | Nederland | z.t.       |
| 8    | Tino Tabak             | Nederland | z.t.       |
| 9    | Willy Teirlinck        | België    | z.t.       |
| 10   | Herman Vanspringel     | België    | z.t.       |

1966 · 1967 · 1968 · 1969 · 1970 · 1971 · 1972 · 1973 · 1974 · 1975 · 1976 · 1977 · 1978 · 1979 · 1980 · 1981 · 1982 · 1983 · 1984 · 1985 · 1986 · 1987 · 1988 · 1989 · 1990 · 1991 · 1992 · 1993 · 1994 · 1995 · 1996 · 1997 · 1998 · 1999 · 2000 · 2001 · 2002 · 2003 · 2004 · 2005 · 2006 · 2007 · 2008 · 2009 · 2010 · 2011 · 2012 · 2013 · 2014 · 2015 · 2016 · 2017 · 2018 · 2019 · 2020 · 2021 · 2022 · 2023 · 2024 · 2025

Lijst van beklimmingen